# Johan Lagerkranz
Carl Johan Olof Lagerkranz, född 4 oktober 1945 i Sankt Görans församling i Stockholm, är en svensk skriftställare.
Johan Lagerkranz har gett ut ett flertal böcker i utrikesfrågor, däribland EG-boken (1990) som i senare upplaga hette EU-boken.
Han är son till civilingenjören Stig Lagerkranz och Greta Hedvig Maria Schmidt samt brorson till Gunnar Lagerkranz och sonson till John Lagerkranz. De tillhör släkten Lagerkrans från Småland. Han är sedan 1978 gift med Ulla Nordlöf-Lagerkranz (född 1942).